# 추이적 모형
집합론에서 추이적 모형(推移的模型, 영어: transitive model)은 내부적 포함 관계가 외부적 포함 관계와 같은, 추이적 집합 위에 정의된 집합론 모형이다.

## 정의
집합론의 언어 {\displaystyle {\mathcal {L}}_{\in }}은 하나의 이항 관계 {\displaystyle \in }만을 갖는 언어이다. 이 언어의 구조 {\displaystyle (M,{\tilde {\in }})}가 주어졌다고 하자. 만약 {\displaystyle {\tilde {\in }}} (내적인 연산)이 {\displaystyle \in } (외적인 연산)과 일치한다면, {\displaystyle (M,{\tilde {\in }})}이 표준 구조(標準構造, 영어: standard structure)라고 한다.
{\displaystyle {\mathcal {L}}_{\in }}의 표준 구조 {\displaystyle M}에 대하여, 만약 {\displaystyle M}이 추이적 집합이라면, {\displaystyle M}을 추이적 표준 구조(推移的標準構造, 영어: transitive standard structure)라고 한다.
{\displaystyle {\mathcal {L}}_{\in }}의 구조 {\displaystyle (M,{\tilde {\in }})}에서, 만약 {\displaystyle {\tilde {\in }}}이 정초 관계라면, {\displaystyle (M,{\tilde {\in }})}을 정초 구조(整礎-, 영어: well founded structure)라고 한다.
{\displaystyle {\mathcal {L}}_{\in }}의 구조 {\displaystyle (M,{\tilde {\in }})}이 다음 조건을 만족시킨다면, 확장적 구조(영어: extensional structure)라고 한다.
{\displaystyle M\models \forall x\forall y\left(\left(\forall z\colon z\in x\iff z\in y\right)\iff x=y\right)}
즉, {\displaystyle M}에서 체르멜로-프렝켈 집합론의 확장 공리가 성립해야 한다.

## 성질
선택 공리를 추가한 체르멜로-프렝켈 집합론의 추이적 모형의 존재는 선택 공리를 추가한 체르멜로-프렝켈 집합론의 무모순성을 함의하지만, 그 반대 함의는 성립하지 않는다.
그로텐디크 전체는 선택 공리를 추가한 체르멜로-프렝켈 집합론의 추이적 모형이다. 그러나 그로텐디크 전체는 모든 원소의 멱집합을 포함하여야 하므로, 이는 추이적 모형보다 더 강한 개념이다.
정초 구조의 개념은 절대적이지 않으며, 외적인 개념이다. 구체적으로, 다음과 같은 {\displaystyle {\mathcal {L}}_{\in }}-문장 {\displaystyle {\mathsf {AF}}}를 생각하자. (이는 체르멜로-프렝켈 집합론의 정칙성 공리이다.)
{\displaystyle \forall y\exists x\in y\colon x\cap y=\varnothing }
즉, 풀어 쓰면 다음과 같다.
{\displaystyle \forall y\exists x\left(x\in y\land \forall z\colon \lnot (z\in x\land z\in y)\right)}
{\displaystyle {\mathcal {L}}_{\in }}의 구조 {\displaystyle M}에 대하여, 만약 {\displaystyle M}이 정초 구조라면 {\displaystyle M\models {\mathsf {AF}}}이지만, 반대 방향의 함의는 성립하지 않는다.

### 모스토프스키 붕괴
{\displaystyle {\mathcal {L}}_{\in }}의 구조 {\displaystyle (M,{\tilde {\in }})}가 다음 조건들을 만족시킨다고 하자.
- 정초 구조이다.
- 확장적 구조이다.

그렇다면, 모스토프스키 붕괴 정리(Mostowski崩壞定理, 영어: Mostowski collapse theorem)에 따르면, {\displaystyle (M,{\tilde {\in }})}은 추이적 표준 구조 {\displaystyle {\tilde {M}}}과 동형이다. 또한, 이러한 동형은 유일하다. 구체적으로, 이 동형 {\displaystyle \pi \colon M\to {\tilde {M}}}은 다음과 같다.
{\displaystyle {\tilde {M}}=\left\{\{\pi (y)\colon y\in M,\;y\,{\tilde {\in }}\,x\}\colon x\in M\right\}}
{\displaystyle \pi \colon x\in M\mapsto \{\pi (y)\colon y\in M,\;y\,{\tilde {\in }}\,x\}\in {\tilde {M}}}
재귀적인 정의이지만, 정초 관계 조건에 따라서 이는 잘 정의된 대상이다.
따라서, 정초 확장적 구조들의 각 동형류는 추이적 집합을 표준적인 대표원으로 갖는다.

## 예
도달 불가능한 기수 {\displaystyle \kappa }에 대하여, 폰 노이만 전체의 단계 {\displaystyle V_{\kappa }}는 체르멜로-프렝켈 집합론의 추이적 표준 모형이다.
홀수의 전순서 집합 {\displaystyle (\{1,3,5,\dots \},\leq )}를 생각해 보자. 이는 모스토프스키 붕괴 정리에 의하여, 이는
{\displaystyle \left\{0=\varnothing ,1=\{0\},2=\{0,1\},3=\{0,1,2\},\dots \right\}}
로 대응된다. 이는 순서수의 폰 노이만 정의이므로, 홀수의 전순서 집합이 모든 자연수의 완전 순서 집합으로 "붕괴"한 것을 알 수 있다.

## 역사
모스토프스키 붕괴 정리는 폴란드의 수학자 안드제이 모스토프스키(Andrzej Mostowski)가 증명하였다.